# Joshuella agrosticula
Joshuella agrosticula är en kvalsterart som beskrevs av Adilson D. Paschoal 1983. Joshuella agrosticula ingår i släktet Joshuella och familjen Gymnodamaeidae. Inga underarter finns listade i Catalogue of Life.